# Géza Róheim
Géza Róheim (12. září 1891 – 7. června 1953) byl maďarský antropolog a psychoanalytik, který se pokusil aplikovat Freudovu psychoanalýzu na předmět zájmu antropologie. Politicky se řadil k levici.
Vystudoval geografii, lingvistiku, filozofii, literaturu, etnologii a historii náboženství na univerzitách v Budapešti, Lipsku a Berlíně. Kolem roku 1914 se seznámil s psychoanalýzou a tehdejší novinkou z pera Sigmunda Freuda, knihou Totem a tabu, v níž se Freud pokusil vstoupit na území antropologie. Róheim byl nadšen a v letech 1915–1916 podstoupil psychoanalýzu u maďarského psychoanalytika Sándora Ferencziho. Na přelomu dvacátých a třicátých let zahájil sérii studijních pobytů. Jeho doménou se stali australští Aboriginárové a domorodci na Papui Nové Guineji. Nalezl v jejich rituálech řadu znaků, které potvrzovaly Freudovo pojetí totemismu, ale i jeho sexuální teorii. U domorodců nezkoumal jen staré mýty, ale vykládal i jejich sny. Na polemice s ním a Freudem založil svou antropologickou koncepci Bronislaw Malinowski. Roku 1938 Róheim emigroval do USA a prožil zbytek života v New Yorku, kde si založil psychoanalytickou praxi.

## Nejdůležitější díla
- A Psycho-Analytic Study in Antropology (1925)
- Animism, Magic and Divine King (1930)
- The Riddle of the Sphinx (1934)
- The Origin and Function of Culture (1943)
- The Eternal Ones of the Dream: A Psychoanalytic Interpretation od Australian Myth and Ritual (1945
- Psychoanalysis and Anthropology (1950)
- The Gates of the Dream (1952)
- The Panic of the Gods and Other Essays (1972)
- Children of the Desert I, II (1974, 1988)